# Alex G
Alex G, né Alexander Giannascoli le 3 février 1993, anciennement (Sandy) Alex G, est un auteur-compositeur-interprète et multi-instrumentiste américain originaire de Havertown, dans la banlieue de Philadelphie, en Pennsylvanie. Il enregistre de la musique depuis l'adolescence et est devenu célèbre sur Internet. Dans une interview accordée à Vice, Alex a déclaré que sa popularité croissante était due au fait qu'il était devenu célèbre sur le site de musique américain Bandcamp. Il signe un contrat avec le label RCA début 2024.

## Biographie
Alex G naît en 1993 à Havertown en Pennsylvanie. Il commence à enregistrer de la musique à l'âge de 11 ans lorsque ses parents achètent un ordinateur de la marque Apple, et apprend en parallèle la guitare avec une appartenant à son frère,. Au lycée, il enregistre même deux albums qu'il partage avec ses amis. Il expérimente different styles musicaux grâce notamment à des collaborations, comme avec sa sœur où il compose de la "goth techno", ou avec un groupe, The Skin Cells, qu'il forme au lycée et dont il décrit le style musical comme "de la pop rock qui est finalement accidentellement devenue du punk". À la base lancé dans des études d'anglais à la Temple University, il arrêtera ses études pour se consacrer à sa musique,.
Il commence à publier des albums sur le site Bandcamp en 2010 avec plusieurs albums qu'il enregistre lui-même, construisant sa fanbase grâce au bouche à oreille et aux blogs indépendants. Le magazine The Fader l'appelle alors "le meilleur auteur-compositeur secret d'Internet". Tout cela mènera à sa première signature avec le label Orchid Tapes, sous lequel il sortira son album DSU et qui lui permettra d'aller en tournée en Amérique du Nord ainsi qu'en Europe.
En 2015, Alex G signe avec le label Domino Records et sort l'album Beach Music la même année. L'année suivante, il collabore avec Frank Ocean sur les albums Endless (album) et Blonde, pour lesquels il enregistre principalement de la guitare. En 2017, il sort son deuxième album sous le label Domino, Rocket, et peu de temps après change son nom de scène en (Sandy) Alex G, en référence au premier morceau qu'il a publié sur Bandcamp,. La raison étant, selon le magazine Spin, dût à un conflit avec l'artiste Alex Blue qui utilisait alors le même nom de scène que lui.
En 2019, il sort l'album House of Sugar, qui sera placé à la dix-septième place des meilleurs albums de l'année selon le magazine Pitchfork. L'année suivante, il retourne à son nom de scène initial, Alex G.
Alex G a composé la musique des films We're All Going to the World's Fair et I Saw the TV Glow de Jane Schoenbrun, sortis respectivement en 2022 et 2024.

## Style musical
La musique d'Alex G est souvent qualifié d'indie rock aux inspirations lo-fi, principalement dû au fait qu'il enregistre sa musique soi-même chez soi. Souvent comparé à Elliott Smith, une de ses influences, le Philadelphia Inquirer le qualifie comme "particulièrement doué pour écrire des mélodies". Lorsqu'interrogé sur son procédé de création musicale, il dit travailler d'abord seul dans sa chambre sur sa guitare pour ensuite ajouter d'autres instruments lors de l'enregistrement dudit morceau.

## Discographie
Albums studio
- 2010 : Race
- 2011 : Winner
- 2012 : Rules
- 2012 : Trick
- 2014 : DSU
- 2015 : Beach Music
- 2017 : Rocket
- 2019 : House of Sugar
- 2022 : We’re All Going to the World’s Fair (Original Motion Picture Soundtrack)
- 2022 : God Save the Animals
- 2024 : I Saw the TV Glow (Original Motion Picture Score)
- 2025 : Headlights

EPs
- 2011 : Easy
- 2013 : Paint